# Лхоксукон
Лхоксукон — місто в провінції Ачех в Індонезії та є центром (столицею) регентства Північний Ачех.

## Клімат
Лхоксукон має тропічний лісовий клімат (Af) з помірними або сильними опадами цілий рік.